# 985

## Nașteri
- Al-Hakim bi-Amr Allah, al șaselea calif fatimid (d. 1021)

- Maria de Capua, fiica principelui Pandulf al II-lea de Capua (d.c. 1040)

## Decese
- Rikdag de Meissen, margraf de Meissen sau de Turingia din 979 (n. ?)